# Enosis Neon Parekklisias
Enosis Neon Parekklisia FC (Grieks: Ένωση Νέων Παρεκκλησιάς) is een Cypriotische voetbalclub.
De club, die in 2006 werd opgericht, bereikte al snel die 2de voetbalklasse nadat ze promotie afdwongen in de 4de voetbalklasse en in 2009-2010 kampioen werden in de C Kategoria, de 3de voetbalklasse van Cyprus. In 2012 zakte de club weer naar de derde divisie.
Achyronas · 
Agia Napa ·
ASIL Lysi ·
Akritas Chlorakas ·
Digenis Morfou ·
Digenis Ypsonas · 
ENAD Polis Chrysochous ·
Enosis Neon Paralimni ·
Ermis Aradippou ·
MEAP Nisou ·
Olympiakos Nicosia ·
Omonia 29is Maiou ·
Omonia Aradippou · 
PAEEK · 
Peyia 2014 FC ·
PO Xylotympou 2006 ·